# Bomberman Generation
 (février 2014).
Si vous disposez d'ouvrages ou d'articles de référence ou si vous connaissez des sites web de qualité traitant du thème abordé ici, merci de compléter l'article en donnant les références utiles à sa vérifiabilité et en les liant à la section « Notes et références ».
Bomberman Generation est un jeu d'action-aventure sorti en 2002 sur GameCube.

## Système de jeu
Le jeu propose un mode aventure en vue 3D isométrique. Ce jeu contraste avec les précédents qui proposaient une vue en 2 dimensions. À l'aide de la manette le joueur peut modifier l'angle de la caméra. Ce mode aventure est découpé en plusieurs mondes avec à la fin de chaque monde un boss à affronter. Un mode multijoueur en 2D est également proposé.

## Accueil
- Jeux vidéo Magazine : 16/20[1]
- Jeuxvideo.com : 15/20[2]